# Juanma Bajo Ulloa
Juan Manuel Bajo Ulloa (Vitoria, 1 de enero de 1967), conocido como Juanma Bajo Ulloa, es un director de cine español.

## Biografía
Hipotecó su casa para producir su primera película de largo metraje, Alas de mariposa (1991). Con los ingresos de esta hizo su segundo largo, La madre muerta.
En 1993 fundó la productora Gasteizko Zinema. Fue la primera figura de su generación de realizadores en darse a conocer ante el gran público al conseguir, con Alas de mariposa, el premio del Festival de Cine de San Sebastián. Su estilo barroco unía a la perfección técnica un aire peculiar de cuento infantil casi siniestro, remarcado en La madre muerta (1993), con guion y producción propios, en la que destaca también la fuerza expresiva de ciertas imágenes.
En 1997 rodó Airbag, un violento road movie con guion y producción ajenos, repleto de chistes sobre la alta sociedad vasca y española y sobre la cultura popular, que en su día se convirtió en la película más taquillera de la historia del cine español, si bien luego fue superada por Torrente, el brazo tonto de la ley de Santiago Segura. Motivo por el cual se tuvo que tatuar en el tobillo el título de la película y la recaudación, consecuencia de una apuesta con [[Santiago Segura]]
En 2002 dirigió la gala de entrega de premios del Salón del Cómic de Granada, para la cual presentó a unos actores caracterizados como talibanes, quemando fotografías de la Virgen de las Angustias, García Lorca y Rosa López, simulando un atentado terrorista y practicando una felación y un coito en directo.
Con Frágil (2004) vuelve al cine independiente y continúa con su camino de películas con atmósfera de cuento, una película personal. Con Rey gitano (2015) volverá al cine comercial y de encargo, ante la dificultad de realizar el otro tipo de películas.
Desde 1994 ha dirigido y producido varios videoclips y documentales para artistas y grupos musicales como Joaquín Sabina, Los Enemigos, Barricada, Su Ta Gar, Golpes Bajos, Distrito 14 y Pablo Carbonell, entre otros.
Fue nominado nuevamente a los Goya por su película de 2020 Baby.

## Familia
Su hermano Eduardo Bajo Ulloa es guionista de cine.

## Filmografía
| Año  | Película                     |
| ---- | ---------------------------- |
| 1991 | Alas de mariposa             |
| 1993 | La madre muerta              |
| 1997 | Airbag                       |
| 2004 | Frágil                       |
| 2008 | Historia de un grupo de rock |
| 2015 | Rey gitano                   |
| 2020 | Baby                         |
| 2025 | El Mal                       |

### Cortometrajes
| Año  | Título                              |
| ---- | ----------------------------------- |
| 1984 | Cruza la puerta                     |
| 1985 | El último payaso                    |
| 1986 | A kien puede interesar              |
| 1987 | 100 aviones de papel                |
| 1988 | Akixo                               |
| 1989 | El reino de Víctor                  |
| 1999 | Ordinary Americans                  |
| 2011 | La flor del tiempo (Cronómetrobudú) |

## Premios y distinciones
Festival Internacional de Cine de San Sebastián
| Año  | Categoría      | Película         | Resultado |
| ---- | -------------- | ---------------- | --------- |
| 1991 | Mejor película | Alas de mariposa | Ganador   |

Medallas del Círculo de Escritores Cinematográficos
| Año  | Categoría         | Película         | Resultado |
| ---- | ----------------- | ---------------- | --------- |
| 1990 | Premio revelación | Alas de mariposa | Ganador   |

- Goya al mejor corto por El reino de Víctor.
- Goya a la mejor Dirección Novel, al mejor Guion Original y a la mejor actriz Principal (Silvia Munt).
- Premio Ópera Prima y de Público en el Festival Internacional de Seattle,
- Premio de la Asociación de Críticos de Nueva York a la mejor Ópera Prima.
- Mejor dirección Festival Internacional de Montreal, por La madre muerta
- Premio de la Crítica a la Mejor Película en el Festival de Estocolmo por La madre muerta
- Premio de la Crítica a la Mejor Película en el Fantasporto (Portugal) por La madre muerta
- Premio Serantes como reconocimiento a su carrera en el Festival de Santurtzi (2015).